# الدرسبورگ (مریلند)
الدرسبورگ (به انگلیسی: Eldersburg) شهری در ایالت مریلند کشور ایالات متحده آمریکا است که جمعیت آن در سرشماری سال ۲۰۱۰ میلادی، ۳۰٬۵۳۱ نفر بوده‌است.